# Campaea zawiszae
Campaea zawiszae är en fjärilsart som beskrevs av Wize 1917. Campaea zawiszae ingår i släktet Campaea och familjen mätare. Inga underarter finns listade i Catalogue of Life.